# Marble
Marble var ett New wave-/popband från Sundsvall.
Marble bildades av Tove Harström och Stina-Helene Högblom 1998. Bandet spelade med den sista sättningen från 2003. Under 2004 skrev bandet skivkontrakt med klassiska punkbolaget Massproduktion. Debutalbumet MARBLE! spelades in under våren 2006 i Sidelake i Sundsvall och Atlantis i Stockholm av producenten Mikael Herrström.
Under sensommaren och hösten 2006 spelades singeln BAM! flitigt i P3 och videon snurrade i ZTV. Under våren 2007 spelades bandets andra singel Nancy Drew ofta i P3 och i flera studentradiokanaler.
2019 återförenades bandet tillfälligt för att spela in den outgivna låten Fashion till skivbolaget Massproduktions 40-årsjubileum.

## Medlemmar i sista sättningen
- Tove Harström – sång, gitarr (bas i första sättningen)
- Stina-Helene Peter (tidigare Högblom) – gitarr, sång
- Mattias Boström – bas
- Jens Höglin – trummor och slagverk

### Tidigare medlemmar
- Kari Harström – trummor
- Mikael ”Hägga” Häggkvist – bas
- Emma Isling – sång

## Diskografi
- MARBLE!, CD, 2006

1. Dye My Hair
2. Nancy Drew
3. Johnny, Johnny
4. Danny Zuko
5. Rude Boy
6. BAM!
7. Marble Rock
8. Europe Kid
9. Pump Our Gas
10. Judy Says

- BAM!, 7"-singel, 2006

1. BAM!
2. Clown I Ran

- Fashion, singel, 2019

1. Fashion

## Relaterade band
The Charm (Mattias, Tove), The Thousand Dollar Playboys (Jens), Garmarna (Jens), Magic Broom (Mattias, Jens), The Fourtune-Tellers (Kari), Leif Karate (Mikael), Hägga & The Thieves From The North (Mikael), The Bombettes (Emma).